# Mangora candida
Mangora candida är en spindelart som beskrevs av Arthur M. Chickering 1954. Mangora candida ingår i släktet Mangora och familjen hjulspindlar.
Artens utbredningsområde är Panama. Inga underarter finns listade i Catalogue of Life.